# Bitwa na Polach Katalaunijskich (451)

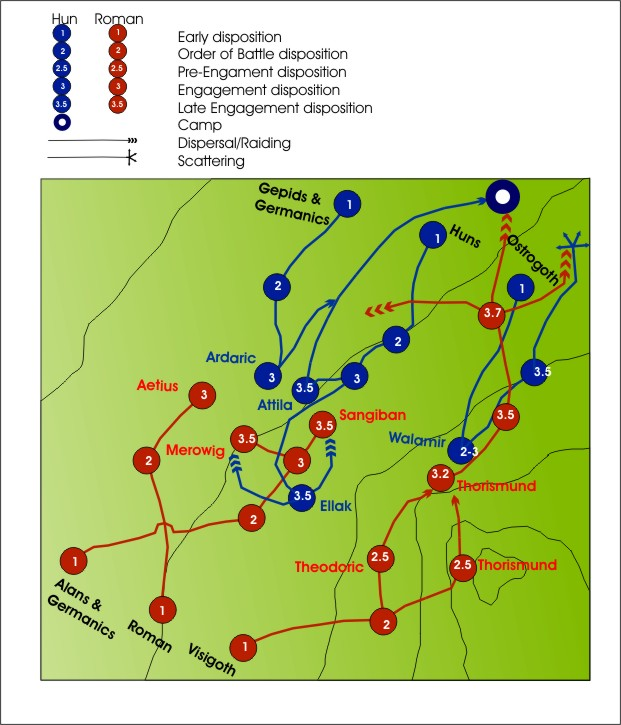
Przebieg bitwy

Bitwa na Polach Katalaunijskich lub bitwa pod Châlons – bitwa stoczona 20 czerwca 451 między cesarstwem zachodniorzymskim a Hunami będąca ostatnim wielkim zwycięstwem cesarstwa. Według brytyjskiego historyka Edwarda Shepherda Creasy’ego bitwa na Polach Katalaunijskich była jedną z przełomowych bitew w historii świata.

## Dowódcy
Wojskami rzymskimi dowodził Flawiusz Aecjusz, dodatkowo jego siły były wspierane przez Wizygotów (pod wodzą króla Teoderyka) oraz innych, mniejszych sojuszników: Franków salickich (Saliów), Burgundów, Sasów, część Alanów. Wojskami Hunów dowodził sam Attyla, a wspierały je oddziały Ostrogotów, Alanów, Gepidów, Skirów, Rugiów, Burgundów i Turyngów.

## Wprowadzenie
W 450 Hunowie rozpoczęli najazd na Germanię i Galię. Splądrowania nie uniknęły takie miasta jak Colonia Agrippinensis (dziś Kolonia), Mogontiacum (Moguncja), Colonia Augusta Treverorum (Trewir), Argentorate (Strasburg), Divodurum Mediomatrici (Metz), Durocortorum Remorum (Reims) i inne. Według legendy Attyla musiał odstąpić od oblężenia Lutetii (Paryża), bo na jego drodze stanęła Genowefa z Paryża (obecnie patronka tego miasta).
Hunowie ruszyli następnie w stronę Orleanu, gdzie znajdowały się jedyne mosty na Loarze. Orlean był wówczas potężną twierdzą i Attyla zdawał sobie sprawę, że czeka go długie oblężenie. Było to dla niego kłopotliwe, ze względu na trudności w zaopatrzeniu. Mimo prób zapłacenia za przejście, dowódca obrony, biskup Anian nie zgodził się przepuścić najeźdźców, licząc na szybkie dotarcie posiłków Aecjusza. Rozpoczęło się oblężenie.
14 czerwca 451 nadeszły posiłki.
Attyla nie słuchał rad doradców, którzy zalecali odwrót, lecz zdecydował się zapytać jasnowidzów. Ich proroctwo mówiło, że jeśli stoczy bitwę, to w niej „zginie jego największy wróg”. Attyla zdecydował się zostać, zaś jako jej miejsce wybrał Pola Katalaunijskie (Campi Catalaunici).

## Bitwa
Sojusznikami Hunów były plemiona germańskie: Frankowie rypuarscy (dowódca Gundobald), Gepidowie (Ardaryk), oraz Ostrogoci (Walamir).
Aecjusz, dowódca i polityk, stosował w praktyce rzymską zasadę „dziel i rządź” (divide et impera). Przede wszystkim, zdołał zjednać sobie Wizygotów, nienawidzących Ostrogotów, Franków salickich, niechętnych Frankom rypuarskim, Burgundów, którzy chcieli zemsty za splądrowanie ich ziem oraz szeregu mniejszych sojuszników, w tym Alanów Sangibana, który jeszcze pod Orleanem był po stronie Hunów.
W pierwszej linii, pośrodku wojsk rzymskich walczył Sangiban. Attyla zauważył go i przypuścił na niego atak. Aecjusz nie ruszył swoich odwodów, pozbywając się tym samym niewygodnego sojusznika. Sangiban zginął, zaś centrum wojsk rzymskich słabło. Jednocześnie na prawym skrzydle Attyli walczyli Ostrogoci z Wizygotami. Wizygoci zaczęli cofać się, za nimi ruszyli Ostrogoci oddalając się od Attyli. Jednak odwrót Wizygotów był pozorowany. Ostrogoci zostali odciągnięci od głównych sił i wtedy na ich flance pojawiła się ciężka jazda Teoderyka. Bitwa była bardzo zacięta i krwawa. Historycy rzymscy mówią o stu siedemdziesięciu tysiącach zabitych (liczba ta najprawdopodobniej jest przesadzona). Nie zmienia to faktu, że była to jedna z największych bitew starożytności.
Szarża Teoderyka uratowała Rzymian. Hunowie, nie mając możliwości obrony, w panice wycofali się. Mimo zwycięstwa Aecjusz pozwolił Hunom się wycofać. Nie zniszczył ich, choć miał ku temu okazję. W czasie zwycięskiego ataku Teoderyk zginął. Według jednej z wersji spadł z konia, inna mówi o tym, że został ugodzony oszczepem przez Andaga, jednego z wodzów Ostrogotów. W praktyce dzięki Teoderykowi Aecjusz wygrał bitwę i nie dopuścił do marszu Attyli na Rzym.

## Po bitwie
Aecjusz natychmiast rozpoczął intrygi. Wizygoci, z nowym królem, stali się marionetką w jego rękach. Rzymianin doprowadził do osłabienia swojego sojusznika. Choć cesarstwo rzymskie było ocalone, to Teoderyk był jedynym władcą, który mógł je przywrócić do potęgi. Intrygi Aecjusza nie zapobiegły drugiemu najazdowi Hunów (452), tym razem na Italię. W następnych latach bezbronna Galia nie zdołała uchronić się przed najazdami kolejnych barbarzyńców. Wizygoci i Frankowie odzyskali potęgę i założyli nowe państwa, a cesarstwo zachodniorzymskie w 25 lat po zwycięstwie na Polach Katalaunijskich zniknęło z kart historii.